# Casildo Calasparra
Casildo Calasparra y también simplemente Casildo, es una serie de historietas creada por Ángel Nadal para el semanario "Pulgarcito" en 1948, con la presumible colaboración inicial de Rafael González.

## Trayectoria editorial
Casildo Calasparra apareció por primera vez en el número 44 de "Pulgarcito".
A partir de 1949 se serializó también en "Súper Pulgarcito"; de 1951, en "El DDT", y de 1959, en "Suplemento de Historietas de El DDT".
Bruguera publicó también las siguientes monografías:
- 1949 Casildo (Magos del Lápiz);
- 1950 Casildo: ¡Qué vacaciones! (Magos de la Risa, núm. 1);
- 1950 Casildo: ¡Nuevos ricos (Magos de la Risa, núm. 10);
- 1950 Casildo: Un caso misterioso (Magos de la Risa, núm. 31).[2]